# Orșova-Pădure
Orșova-Pădure – wieś w Rumunii, w okręgu Marusza, w gminie Gurghiu. W 2011 roku liczyła 156 mieszkańców.